# Szyleny-Kolonia
Szyleny-Kolonia – wieś w Polsce, w województwie warmińsko-mazurskim, w powiecie braniewskim, w gminie Braniewo.
Do 31 grudnia 2023 miejscowość była częścią wsi Szyleny.